# Municipio de Linn (Kansas)
El municipio de Linn (en inglés: Linn Township) es un municipio ubicado en el condado de Washington en el estado estadounidense de Kansas. En el año 2010 tenía una población de 572 habitantes y una densidad poblacional de 6,13 personas por km².

## Geografía
El municipio de Linn se encuentra ubicado en las coordenadas 39°42′16″N 97°4′41″O / 39.70444, -97.07806. Según la Oficina del Censo de los Estados Unidos, el municipio tiene una superficie total de 93.25 km², de la cual 92,92 km² corresponden a tierra firme y (0,35 %) 0,33 km² es agua.

## Demografía
Según el censo de 2010, había 572 personas residiendo en el municipio de Linn. La densidad de población era de 6,13 hab./km². De los 572 habitantes, el municipio de Linn estaba compuesto por el 95,1 % blancos, el 0,87 % eran afroamericanos, el 0,52 % eran amerindios, el 0,17 % eran asiáticos, el 2,1 % eran de otras razas y el 1,22 % eran de una mezcla de razas. Del total de la población el 9,27 % eran hispanos o latinos de cualquier raza.